# In Vain (canción de Within Temptation)
«In Vain» es el cuarta sencillo del séptimo álbum de estudio Resist de la banda neerlandesa de metal sinfónico Within Temptation. Fue lanzado en todo el mundo a través del formato de descarga digital el 11 de enero de 2019.

## Antecedentes
«In Vain» es una canción power ballad escrita para el séptimo álbum de estudio de la banda, Resist, que cuenta con una producción “realista” y utiliza “estilos de rock más suaves” y una “letra emotiva” para lograr la nueva dirección que la banda quería dar al disco. La canción se lanzó como cuarto sencillo del álbum y se acompañó de un lyric video. A diferencia de los sencillos anteriores, que se tocaron en directo antes del lanzamiento oficial del álbum, la canción no empezó a sonar en las giras hasta tiempo después. A pesar de no entrar en ninguna lista oficial de ventas de sencillos, la canción se emitió en determinados lugares y consiguió entrar en las listas de Bélgica, la República Checa y Finlandia, donde permaneció diez semanas.

## Personal
Within Temptation
- Sharon den Adel – voz
- Ruud Jolie – guitarras
- Stefan Helleblad – guitarras
- Martijn Spierenburg – teclados
- Jeroen van Veen – bajo
- Mike Coolen – batería

## Posicionamiento en lista
| Gráfica(2019)                | Pico de posición |
| ---------------------------- | ---------------- |
| República Checa(Modern Rock) | 4                |
| Finlandia (Radiosoittolista) | 66               |